# Jane Austen i populärkultur
Författaren Jane Austen, liksom hennes verk, har framställts i populärkultur i olika former.
Jane Austen (16 december 1775 - 18 juli 1817) var en brittisk romanförfattare som blivit en av de mest inflytelserika och ärade romanförfattarna i den engelska litteraturen. I populärkulturen har Austens romaner och även hennes privatliv adapterats till film, tv och teater, adaptioner som varierar mycket i hur trogna de är gentemot originalet.

## Austen som karaktär

### Film och TV
I dramadokumentären The Real Jane Austen från 2002, vilken är baserad på Austens brev, gestaltar Gillian Kearney författaren.
År 2007 spelade Anne Hathaway Austen i filmen En ung Jane Austen, vilken baserades på biografin Becoming Jane Austen av Jon Hunter Spence. Filmen fokuserar på Jane Austens tidiga liv, hennes utveckling som författare samt hennes romantiska relation med Thomas Langlois Lefroy (James McAvoy).
Jane Austens ånger, en tv-film med Olivia Williams i huvudrollen som Jane Austen, hade premiär samma år. Filmen är baserad på Austens bevarade brev och fokuserar på de sista åren i Jane Austens liv, då hon såg tillbaka på sitt liv samtidigt som hon hjälpte sitt brorsbarn, Fanny Knight, (Imogen Poots) att hitta en make.

### Teater
JANE, the musical hade premiär i juni 2006 i West Midlands, England. En West End-musikal som bygger på Jane Austens liv. Den porträtterar Austen som en modern hjältinna, en kvinna som valde konst och integritet över säkerheten i ett kärlekslöst äktenskap.

## Förnuft och känsla(1811)

### Film och TV
| År   | Adaption                     | Elinor Dashwood | Marianne Dashwood | Regissör       | Manusförfattare    | Referens | Notering |
| ---- | ---------------------------- | --------------- | ----------------- | -------------- | ------------------ | -------- | -------- |
| 1971 | Förnuft och känsla Miniserie | Joanna David    | Ciaran Madden     | David Giles    | Denis Constanduros |          |          |
| 1981 | Förnuft och känsla Miniserie | Irene Richard   | Tracey Childs     | Rodney Bennett | Alexander Baron    |          |          |
| 1995 | Förnuft och känsla Film      | Emma Thompson   | Kate Winslet      | Ang Lee        | Emma Thompson      |          |          |
| 2008 | Förnuft och känsla Miniserie | Hattie Morahan  | Charity Wakefield | John Alexander | Andrew Davies      |          |          |

#### Löst baserade adaptioner
- Material Girls (2006) film som utspelar sig i nutid, vars handling baserar sig på Austens Förnuft och känsla.
- Scents and Sensibility (2011) film som också utspelar sig i nutid och handlar om två systrar som får kämpa efter att deras far fängslats för investeringsbedrägerier.

#### Övriga referenser
- I Red Dwarf: Back to Earth, försöker Lister läsa Förnuft och känsla som en hyllning till Kochanski, även om han inte är helt säker på hur man uttalar författarens namn, han prövar "oosten" och "orsten", samt hoppas desperat på "biljakt i den här".

## Stolthet och fördom(1813)

### Film och TV
| År   | Adaption                          | Elizabeth Bennet                       | Fitzwilliam Darcy                       | Regissör          | Manusförfattare                        | Referens | Notering                                                         |
| ---- | --------------------------------- | -------------------------------------- | --------------------------------------- | ----------------- | -------------------------------------- | -------- | ---------------------------------------------------------------- |
| 1938 | Pride and Prejudice               | Curigwen Lewis                         | Andrew Osborn                           |                   | Michael Barry                          |          | Denna tv-film antas vara förlorad; inga kända kopior existerar.  |
| 1940 | En man för Elizabeth Film         | Greer Garson                           | Laurence Olivier                        | Robert Z. Leonard | Aldous Huxley Helen Jerome Jane Murfin |          |                                                                  |
| 1952 | Pride and Prejudice Miniserie     | Daphne Slater                          | Peter Cushing                           | Campbell Logan    | Cedric Wallis                          |          | Denna tv-serie antas vara förlorad; inga kända kopior existerar. |
| 1957 | Orgoglio e pregiudizio Miniserie  | Virna Lisi                             | Franco Volpi                            | Daniele D'Anza    | Edoardo Anton                          |          | En adaption på italienska.                                       |
| 1958 | Pride and Prejudice Miniserie     | Jane Downs                             | Alan Badel                              |                   | Cedric Wallis                          |          | Denna tv-serie antas vara förlorad; inga kända kopior existerar. |
| 1961 | De vier dochters Bennet Miniserie | Lies Franken                           | Ramses Shaffy                           |                   | Cedric Wallis Lo van Hensbergen        |          | En adaption på nederländska.                                     |
| 1967 | Pride and Prejudice Miniserie     | Celia Bannerman                        | Lewis Fiander                           | Joan Craft        | Nemone Lethbridge                      |          |                                                                  |
| 1980 | Stolthet och fördom Miniserie     | Elizabeth Garvie                       | David Rintoul                           | Cyril Coke        | Fay Weldon                             |          |                                                                  |
| 1995 | Stolthet och fördom Miniserie     | Jennifer Ehle                          | Colin Firth                             | Simon Langton     | Andrew Davies                          |          |                                                                  |
| 2004 | Kärlek & fördom Film              | Aishwarya Rai Bachchan (Lalita Bakshi) | Martin Henderson (William "Will" Darcy) | Gurinder Chadha   | Gurinder Chadha Paul Mayeda Berges     |          |                                                                  |
| 2005 | Stolthet & fördom Film            | Keira Knightley                        | Matthew Macfadyen                       | Joe Wright        | Deborah Moggach                        |          |                                                                  |

#### Löst baserade adaptioner
- I säsong sju (1997) av science fiction-komediserien Red Dwarf besöker rymdskeppets besättning, i avsnittet Beyond a Joke, en virtuell verklighet kallad "Pride and Prejudice Land" i "Jane Austen World".
- Bridget Jones dagbok (2001) lånade grundläggande element från Stolthet och fördom, och karaktären Mark Darcy (i filmen spelad av Colin Firth, som spelade Mr. Darcy i Stolthet och fördom 1995) har fått sitt namn som en avsiktlig hyllning till den ursprungliga karaktären.
- Lost in Austen (2008) är en brittisk serie i fyra delar där Amanda Price (Jemima Rooper), en hängiven Janeite, byter plats med Elizabeth Bennet. Gemma Arterton och Elliot Cowan spelade här Elizabeth och Darcy.
- Death Comes to Pemberley (2013) är en mordmysterium-serie i tre delar, baserad på romanen med samma namn, som är en fortsättning på Stolthet och fördom, med Anna Maxwell Martin som Elizabeth Darcy, Matthew Rhys som Fitzwilliam Darcy, Jenna Coleman som Lydia Wickham och Matthew Goode som George Wickham.
- Pride and Prejudice and Zombies (2016), en film baserad på romanen med samma namn, med Lily James som Elizabeth Bennet, Sam Riley som Fitzwilliam Darcy, Bella Heathcote som Jane Bennet, Douglas Booth som Charles Bingley och Charles Dance som Mr Bennet.

#### Övriga referenser
- I avsnittet "The Day the Earth Stood Stupid" av Futurama, figurerar Stolthet och fördom.
- I avsnittet "The Caretaker" i Doctor Who, undervisar Clara Oswald om romanen för sina elever och diskuterar biografiska detaljer om Austen med den tidsresande Doctor Who, i senare avsnitt ("The Magician's Apprentice" och "Face the Raven") antyds ett romantiskt möte mellan Clara och Austen.

### Teater
- Pride and Prejudice (1935), en Broadwaypjäs, på vilken filmen från 1940 baserar sig
- First Impressions (1959), Broadwaymusikalversion av Stolthet och fördom
- Pride and Prejudice, pjäs av Jon Jory
- Pride and Prejudice (1995), en musikal av Bernard J. Taylor
- I Love You Because, en musikal som utspelar sig i nutidens New York

## Mansfield Park(1814)

### Film och TV
| År   | Adaption                 | Fanny Price         | Edmund Bertram   | Regissör          | Manusförfattare | Referens | Notering |
| ---- | ------------------------ | ------------------- | ---------------- | ----------------- | --------------- | -------- | -------- |
| 1983 | Mansfield Park Miniserie | Sylvestra Le Touzel | Nicholas Farrell | David Giles       | Kenneth Taylor  |          |          |
| 1999 | Mansfield Park Film      | Frances O'Connor    | Jonny Lee Miller | Patricia Rozema   | Patricia Rozema |          |          |
| 2007 | Mansfield Park TV-film   | Billie Piper        | Blake Ritson     | Iain B. MacDonald | Maggie Wadey    |          |          |

#### Löst baserade adaptioner
- Metropolitan (1990), regisserad av Whit Stillman, är löst baserad på romanen och utspelar sig på nutida Manhattan och Long Island. (Jane Austen nämns också genom hela filmen.)
- From Mansfield With Love (2014), en YouTube vlogg-adaptation av Mansfield Park av Foot in the Door Theatre. Den berättar historien om Frankie Price, anställd på moderna tiders Mansfield Park Hotel, som kommunicerar med sin bror i marinen genom videor. Serien startade i december 2014 och slutade i november 2015.

## Emma(1815)

### Film och TV
| År   | Adaption       | Emma Woodhouse  | George Knightley | Regissör          | Manusförfattare    | Referens | Noteringar |
| ---- | -------------- | --------------- | ---------------- | ----------------- | ------------------ | -------- | ---------- |
| 1948 | Emma Film      | Judy Campbell   | Ralph Michael    | Michael Barry     | Judy Campbell      |          |            |
| 1960 | Emma Miniserie | Diana Fairfax   | Paul Daneman     | Campbell Logan    | Vincent Tilsley    |          |            |
| 1972 | Emma Miniserie | Doran Godwin    | John Carson      | John Glenister    | Denis Constanduros |          |            |
| 1996 | Emma Film      | Gwyneth Paltrow | Jeremy Northam   | Douglas McGrath   | Douglas McGrath    |          |            |
| 1996 | Emma TV-film   | Kate Beckinsale | Mark Strong      | Diarmuid Lawrence | Andrew Davies      |          |            |
| 2009 | Emma Miniserie | Romola Garai    | Jonny Lee Miller | Jim O'Hanlon      | Sandy Welch        |          |            |
| 2020 | Emma Film      | Anya Taylor-Joy | Johnny Flynn     | Autumn de Wilde   | Eleanor Catton     |          |            |

### Löst baserade adaptioner
- Clueless (1995), en modernisering av romanen, som utspelar sig i en skola i Beverly Hills. Filmen regisserades av Amy Heckerling och i huvudrollen ses Alicia Silverstone.
- Clueless (1996), en TV-serie som är baserad på filmen från 1995.
- Aisha (2010), är en hindispråkig filmversion som utspelar sig i Delhi; en moderniserad version av Emma, som liknar Clueless. Filmen regisserades av Rajshree Ojha och i huvudrollen ses Sonam Kapoor.
- Emma Approved (2013–2014), en Emmy Award-vinnande YouTube-adaptation där Emma Woodhouse (Joanna Sotomura) är en matchmaker som dokumenterar sina bedrifter med sin assistent Harriet Smith (Dayeanne Hutton) och förtrogne Alex Knightley (Brent Bailey).

## Northanger Abbey(1817)

### Film och TV
| År   | Adaption                 | Catherine Morland     | Henry Tilney | Regissör     | Mansförfattare | Referens | Notering |
| ---- | ------------------------ | --------------------- | ------------ | ------------ | -------------- | -------- | -------- |
| 1986 | Northanger Abbey TV-film | Katharine Schlesinger | Peter Firth  | Giles Foster | Maggie Wadey   |          |          |
| 2007 | Northanger Abbey TV-film | Felicity Jones        | JJ Feild     | Jon Jones    | Andrew Davies  |          |          |

## Övertalning(1817)

### Film och TV
| År   | Adaption              | Anne Elliot   | Kapten Frederick Wentworth | Regissör        | Manusförfattare                | Referens | Notering                                                         |
| ---- | --------------------- | ------------- | -------------------------- | --------------- | ------------------------------ | -------- | ---------------------------------------------------------------- |
| 1960 | Persuasion Miniserie  | Daphne Slater | Paul Daneman               | Campbell Logan  | Barbara Burnham Michael Voysey |          | Denna tv-serie antas vara förlorad; inga kända kopior existerar. |
| 1971 | Övertalning Miniserie | Ann Firbank   | Bryan Marshall             | Howard Baker    | Julian Mitchell                |          |                                                                  |
| 1995 | Övertalning TV-film   | Amanda Root   | Ciarán Hinds               | Roger Michell   | Nick Dear                      |          |                                                                  |
| 2007 | Övertalning TV-film   | Sally Hawkins | Rupert Penry-Jones         | Adrian Shergold | Simon Burke                    |          |                                                                  |

### Löst baserade adaptioner
- Handlingen i Helen Fieldings roman Bridget Jones: The Edge of Reason (2001) är löst baserad på Övertalning.

## Sanditon(1817/1925)

### Film och TV
| År   | Adaptation        | Charlotte Heywood | Sidney Parker | Regissör                                       | Manusförfattare | Referens | Noteringar |
| ---- | ----------------- | ----------------- | ------------- | ---------------------------------------------- | --------------- | -------- | ---------- |
| 2019 | Sanditon TV-serie | Rose Williams     | Theo James    | Oliver Blackburn Lisa Clarke Charles Sturridge | Andrew Davies   |          |            |

### Löst baserade adaptioner
- Welcome To Sanditon  (2013), med Allison Paige i huvudrollen, är en moderniserad version av den oavslutade romanen som utspelar sig i den fiktiva staden Sanditon i Kalifornien. Webbserien är en spin-off på The Lizzie Bennet Diaries, skapad av Hank Green och Bernie Su.

## Lady Susan(1871)

### Film och TV
| År   | Adaption               | Lady Susan      | Alicia Johnson | Regissör      | Manusförfattare | Referens | Notering |
| ---- | ---------------------- | --------------- | -------------- | ------------- | --------------- | -------- | -------- |
| 2016 | Love & Friendship Film | Kate Beckinsale | Chloë Sevigny  | Whit Stillman | Whit Stillman   |          |          |

## Övrigt
Austens romaner har inspirerat till videospelet Regency Love från 2013, en visuell roman där spelaren interagerar med stadsbor, vänner, familj och potentiella friare som letar efter ett lämpligt parti. Spelets handling är inspirerad av Austens författarstil och innehåller även frågor om hennes verk.
- Filmen Jane Austen in Manhattan från 1980 handlar om rivaliserande scenbolag som vill sätta upp den enda kompletta Austen-pjäsen, den fiktiva "Sir Charles Grandison", som nyligen upptäckts.[2]
- Filmen The Jane Austen Book Club från 2007 handlar om några personer som bildar en bokcirkel där de läser Austens böcker och diskuterar dem och hennes privatliv. Filmen är baserad på romanen med samma namn av Karen Joy Fowler.
- Filmen Austenland från 2013, är en romantisk komedi baserad på Shannon Hales roman med samma namn. Keri Russell spelar huvudrollen som Jane Hayes, en ung kvinna runt trettio, som är besatt av Jane Austen och som reser till den brittiska temaparken Austenland, där Austens era återskapas.
- I den brittiska tv-serien Blackadder the Third, förklarar Blackadder att han gav sig en kvinnlig pseudonym när han skrev en bok. Han insisterar på att alla andra manliga författare också gör det och menar att Jane Austen i verkligheten är en burdus man från Yorkshire med ett stort skägg. Utöver detta, i en avsiktlig vink då den tredje serien utspelar sig under Regency-eran, har alla avsnitt fått namn som parodierar Austens roman Sense and Sensebility, som till exempel "Sense and Senility", "Ink and Incapability" och "Nob and Nobility".